# Барзанджи, Махмуд
Махмуд Барзанджи, шейх (شێخ مه‌حمودی حه‌فید, Şêx Mehmûd Berzincî) (1878, Сулеймания — 1956) — видный деятель национально-освободительного движения в Южном (Иракском) Курдистане.
Происходил из рода шейхов суфийского ордена кадирийя, восходящего к основателю этого ордена и оттого пользующегося особым почитанием. Его отец шейх Саид был фактическим правителем г. Сулеймании и личным другом султана Абдул-Хамида II. Вскоре после младотурецкой революции, в начале 1909 г. шейх Саид был убит в Мосуле арабами, как говорили, по наущению младотурок. В результате шейх Махмуд поднял восстание под лозунгом мести за отца и сложил оружие только после того, как добился от младотурецкого правительства серьёзных уступок. Вслед за тем он вступил в тайные сношения с консулами России и Англии, предполагая добиться независимости Южного Курдистана под протекторатом какой-либо из этих держав. Поэтому после занятия англичанами Мосульского вилайета в ходе Первой мировой войны, он был немедленно назначен (1 ноября 1918 г.) хукумдаром (правителем) Сулеймании, и вообще англичане первое время делали на него ставку. Барзанджи в конце концов был выведен из себя плотной опекой англичан, к тому же препятствовавших распространению его власти за пределы Сулеймании. В результате 23 мая 1919 г. он арестовал английского «политического офицера» (комиссара) Гринхауза, провозгласил себя королём Курдистана, сорвал английский флаг, подняв вместо него свой собственный (зелёный с красным полумесяцем) и двинулся на Киркук. В первом сражении он сумел одержать верх, зажав в ущелье и разгромив английский отряд, при чём было захвачено четыре броневика, сброшенные курдами в пропасть за отсутствием у них шоферов. Однако 19 июня в результате предательства он был обойден с тыла генералом Фрезером на перевале Дербенде Базиан, наголову разгромлен и раненый взят в плен. Его судили английским военно-полевым судом (которого он не признал) и приговорили к смертной казни, замененной 10-летней ссылкой в Индию.
Угроза турецкого нападения на Мосульский вилайет заставила англичан в сентябре 1922 г. вернуть Барзанджи в Сулейманию. Он был провозглашён ими председателем совета самоуправления области, но тут же вновь объявил себя шахом Курдистана, что англичане признали и даже послали ему поздравительную телеграмму от имени шаха. Барзанджи сформировал правительство (назначив премьером своего брата Кадера), выпустил собственные марки и денежные знаки и т. п. Однако, не доверяя англичанам и вновь образовавшемуся Иракскому королевству, он начал тайные переговоры с турками и послал письмо Ленину (через советское консульство в Урмии) с просьбой о военной поддержке. «Когда в 1917 году, — писал он, — весь мир услышал истинный голос свободы и освобождения народа от когтей известного преступника и тирана, все угнетённые народы и нации земного шара приветствовали этот голос и поднялись на борьбу за свободу, мечтая об осуществлении своих чаяний и требований и надеясь на благородство и благожелательность русского народа. (…) Я могу сказать одно: весь курдский народ считает русских освободителями Востока и поэтому готов связать свою судьбу с их судьбой». Барзанджи вновь отказался повиноваться приставленным к нему английским комиссарам, и хотя на этот раз не арестовал их, но вынудил уехать добровольно, опубликовав в своем официозе «Курдистан» запрет на всякое общение с ними и исполнение их распоряжений. В феврале 1923 г. англичане предъявили ему ультимативное требование покинуть Сулейманию, после чего подвергли город воздушной бомбардировке. Барзанджи ушёл в горы и на протяжении пяти лет вел партизанскую борьбу, несколько раз беря налетами Сулейманию. В 1927 г., видя безнадежность дальнейшего сопротивления, он сдался на амнистию.
Новое восстание в Ираке вспыхнуло в 1930 г. в связи с подписанием (30 июня) англо-иракского договора, определявшего условия досрочного предоставления Ираку независимости. Договор носил кабальный характер; курдов особенно возмущало то, что в нём не содержалось даже упоминания о гарантиях их прав. Толчком восстанию послужил так называемый «черный день» 6 сентября — расстрел полицией массовой демонстрации протеста в Сулеймании. Барзанджи возглавил повстанцев и на протяжении всей осени и начала зимы вел сражения с правительственными войсками. Англичане первое время покровительствовали движению, видя в нём способ давления на Багдад; когда же договор был ратифицирован, оказали активную помощь в его подавлении. В начале 1931 года Барзанджи, не видя перспектив продолжения борьбы, вновь сдался, получив от англичан гарантии личной безопасности, и был на английском самолёте отправлен в ссылку на юг Ирака. Там он пробыл до весны 1941 г., то есть до прихода к власти пронацистского правительства Рашида Али аль-Гайлани. По предложению англичан, обещавших курдам в случае восстания против Гайлани немедленное признание их независимости, он бежит в Сулейманию и пытается поднять восстание; но на этот раз у него ничего не выходит из-за отказа от сотрудничества с ним местных вождей. После оккупации Ирака Англией Барзанджи живёт в Сулеймание. Он оказывал помощь сосланным туда барзанцам, и очевидно, с его ведома и согласия, его сын Латиф организовал в 1943 г. бегство Мустафы Барзани.
Барзанджи умер в 1956 г.; его похороны вылились в крупную антиправительственную демонстрацию.
Известен также как поэт.